# Joan Minuart i Parets

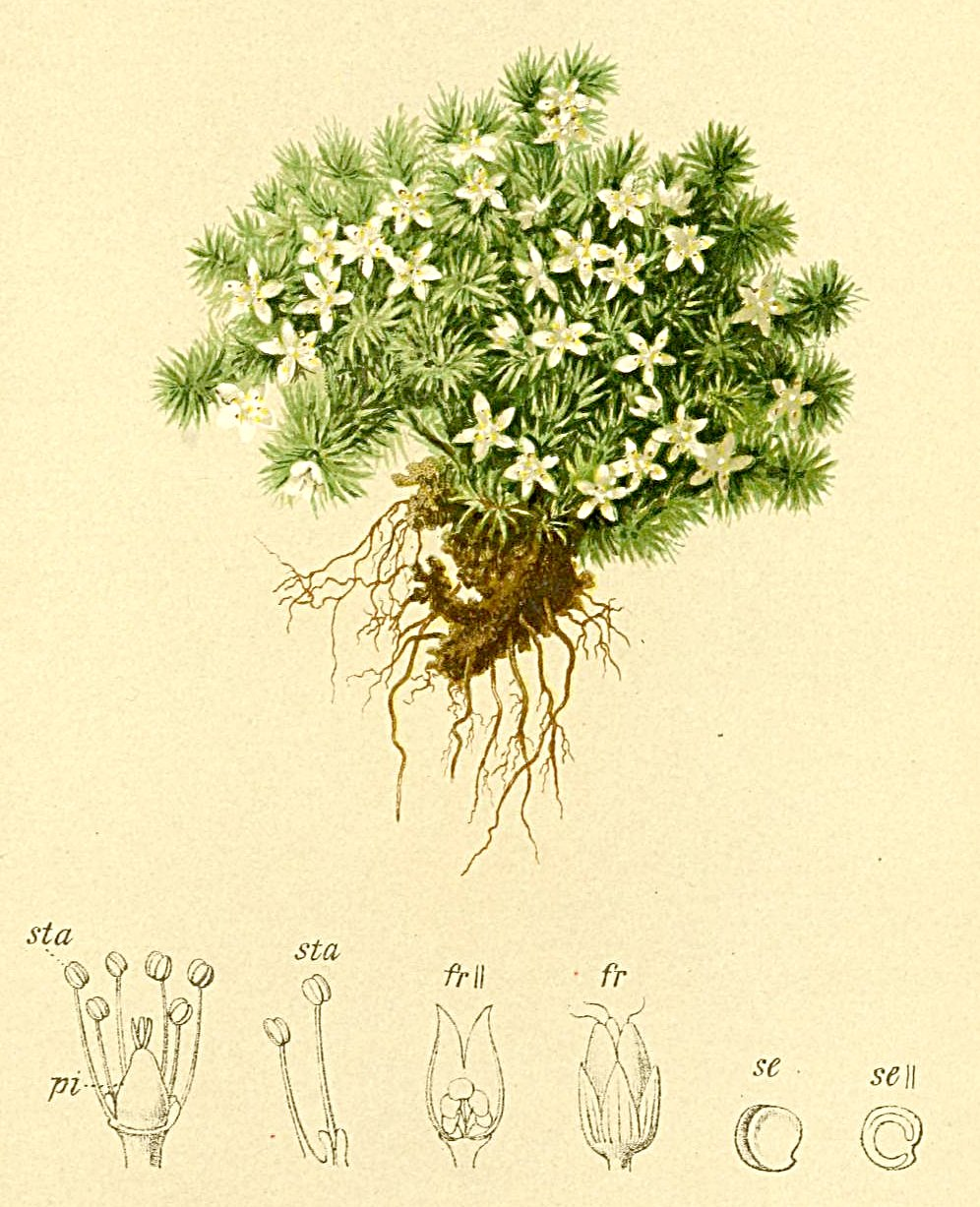
Minuartia sedoides; Atlas Alpenflora (1882-1884)

Joan Minuart i Parets (1693-1768) fou un botànic català, nascut a Barcelona d'una família de Sant Celoni, Baix Montseny.

## Biografia
Minuart era deixeble del boticari barceloní Jaume Salvador i Pedrol (1649-1740).
Fou farmacèutic a Sant Cugat del Vallès i després a Barcelona. Va viatjar a Itàlia i a Madrid on va tindre un important paper en la creació i organització del Reial Jardí Botànic. Va passar un temps fent recerques botàniques a la Sierra de Ávila, al Valle de los Pedroches i a les muntanyes de Catalunya.
Minuart va fer dos opúsculs, un sobre la Cotyledon hispanica (sin. de Sedum hispanicum (L.) DC.) i un altre sobre la cerviana (Mollugo cerviana), que foren publicats a Madrid l'any 1739.

## Honors pòstums
El gènere de plantes Minuartia va rebre el nom d'aquest botànic i a Sant Celoni hi ha un carrer amb el nom de Joan Minuart.